# Crestofle d'Artischau Arciszewski
Crestofle d'Artischau Arciszewski  (lê-se: crestófli dartichô arquizósque) (Rogalin, 9 de dezembro de 1592 – Gdansk, 7 de abril de 1656) foi um militar, de origem polonesa, que serviu à Companhia Neerlandesa das Índias Ocidentais (WIC) durante as Invasões holandesas do Brasil.

## Biografia
Após adquirir experiência militar durante as guerras endêmicas entre a Polônia e a Suécia, viu-se obrigado a fugir de seu país, depois de cometer um assassinato. Graças ao apoio do príncipe Radziwill, logrou estudar engenharia militar nos Países Baixos.
Contratado pela WIC, chegou ao Brasil em 1630, como capitão, e foi um dos responsáveis pela construção do Forte de Itamaracá. Após um rápido retorno às Províncias Unidas, voltou ao Brasil com a patente de coronel, subordinado apenas ao coronel Sigismundo de Schkoppe e ao Conselho Político instalado no Recife. A partir de então, contribuiu de forma decisiva nas campanhas que expandiram o domínio neerlandês na região Nordeste do Brasil entre 1634 e 1637. Conquistou o Forte do Rio Cunhaú na capitania do Rio Grande e o Forte de Santo Antônio na da Paraíba, ambos em 1634. Em seguida, realizou a sua maior proeza, ao capturar, após demorado assédio, o já lendário Arraial do Bom Jesus, em 1635. No mesmo ano, perseguindo Matias de Albuquerque que se retirava com sete mil moradores em direção à capitania da Bahia, retomou Porto Calvo. No ano seguinte, saindo do campo entrincheirado de Paripueira (ver Redutos da praia de Paripueira), nas Alagoas, bateu a coluna de D. Luís de Rojas y Borja na batalha da Mata Redonda.
Em 1637, com a chegada do conde Maurício de Nassau, que veio assumir o governo do Brasil Neerlandês, viu-se preterido e retornou à Europa. Após a derrota de Nassau diante de Salvador (1638), o polonês retornou ao Brasil com poderes especiais, que contrariavam os do governador. Os dois entraram em violento atrito, que culminou com a partida definitiva de Arciszewski do Brasil.
Após prestar novos serviços à sua pátria, em conflitos contra Cossacos e Tártaros, Arciszewski faleceu, solteiro, de causas naturais, em 1656.
Na Polônia é também conhecido por seus poemas, que versam acerca de sua vida aventureira. O seu sobrenome recebeu dos luso-brasileiros inúmeras grafias, tais como "Artichofski", "Arquichofle", "Artixof" e "Arciszewsky". No Brasil, Estanislau Fischlowitz publicou uma biografia a seu respeito, intitulada "Cristóforo Arciszewski", que, no entanto, contém alguns equívocos. É utilizado como personagem no livro Catatau de Paulo Leminski, sendo amigo do filósofo René Descartes, supostamente perdido no Brasil durante as Invasões holandesas.